# Марфа Олексіївна
Марфа Олексіївна (нар. 26 серпня 1652 — пом. 19 червня 1707) — московська царівна, дочка царя Олексія Михайловича і його першої дружини Марії Іллівни, сестра царів Федора III та Івана V Олексійовичів і однокровна сестра царя Петра I.

## Життєпис
Хрещена 4 вересня 1652 року в Чудівському монастирі. Ім'я «Марфа» було для Романових фамільним — так звали її прабабусю черницю Марфа і рано померлу тітку Марфу Михайлівна.
У дитинстві до неї була приставлена наставниця Авдотья Пипіна, яка навчала Марту грамоті, читанню по Часослову і Псалтирю.
У 1689 році її сестра царівна Софія під час конфлікту з братом Петром посилала її до царя. Так, Фуа де ла Невілль пише: «Царівна також підтримала цю заборону. Але стрільці не надали йому великого значення й з'явилися на Трійцю, щоб переконати Петра у своїй вірності. Розсудивши про це і дізнавшись, що велика частина бояр перейшла на бік Петра, вона вирішила примиритися з ним. Зважаючи на це, вона послала до свого брата двох своїх тіток по батькові, царівен Ганну Михайлівну, Тетяну Михайлівну і одну з своїх сестер Марту Олексіївну».

### В Олександровій слободі
У 1698 році за співчуття і допомогу своїй сестрі царівні Софії була пострижена в Успенському монастирі в Олександровій слободі під ім'ям «Маргарити». Живучи в монастирі, вона продовжувала листуватися з сестрами. У 1706 році проїздом до матері її таємно відвідав племінник, царевич Олексій Петрович.
У 1698 році за наказом царя Петра I до Расп'ятської церкви-дзвіниці були прилаштовані для неї палати, що збереглися донині. У палатах при Расп'ятській церкві-дзвіниці царівна жила до кінця своїх днів, і до нашого часу в покоях збереглися деякі її особисті речі: кахельна піч — зразок пічної майоліки кінця XVII століття, ікона «Страшний суд» 1696 року, настінні розписи тощо.
У 1707 році Марфа Олексіївна померла. Її поховали у спільній могилі на монастирському кладовищі, однак приїхали в 1712 році її сестри Марія і Феодосія розпорядилися перепоховати його в особливому склепі монастирської церкви Стрітення Господнього — невеликого одноглавого храму, збудованого на території кремля в XVII столітті (через кілька років Феодосію поховають там же). До наших днів ця усипальниця не збереглася.
Сучасна їй «Книга, глаголемий опис про московських святих» згадує Марту Олексіївну в числі неканонізованих церквою святих.